# خطوط ویکتوریا
خطوط ویکتوریا، که در اصل به عنوان جبهه شمال غربی شناخته می‌شده، خطی از استحکامات دفاعی است که ۱۲ کیلومتر در امتداد عرض مالت قرار دارد و شمال جزیره را از جنوب پرجمعیت‌تر جدا می‌کند.

## مکان
خطوط ویکتوریا در امتداد یک مانع جغرافیایی طبیعی به نام گسل بزرگ قرار گرفته و از مادلینا در شرق تا محدوده شهری موستا در مرکز جزیره، بنجما و محدوده رباط در ساحل غربی، امتداد دارد. شبکه پیچیده‌ای از استحکامات نظامی که مجموعاً به عنوان خطوط ویکتوریا شناخته می‌شوند، از عرض جزیره در شمال پایتخت قدیمی مدینا می‌گذرند و در مجموع یک بنای تاریخی منحصر به فرد از معماری نظامی هستند.
خط دفاعی در قرن نوزدهم توسط انگلیسی‌ها ساخته شد. در ابتدا این استحکامات شامل سه قلعه مستقل (قلعه مادالنا، قلعه موستا و قلعه بینجما) بود که در دهه ۱۸۹۰ توسط دیواری پیوسته به هم متصل شدند. در سال ۱۹۰۷، استحکامات اهمیت نظامی خود را از دست داده و متروکه شدند.